# Caprella algaceus
Caprella algaceus is een vlokreeftensoort uit de familie van de Caprellidae. De wetenschappelijke naam van de soort is voor het eerst geldig gepubliceerd in 1967 door Vassilenko.